# Adalbert Püllöck
Adalbert Püllöck (6 aprile 1907 – 7 dicembre 1977) è stato un calciatore rumeno, di ruolo portiere.